# Filhas da Caridade de São Vicente de Paulo

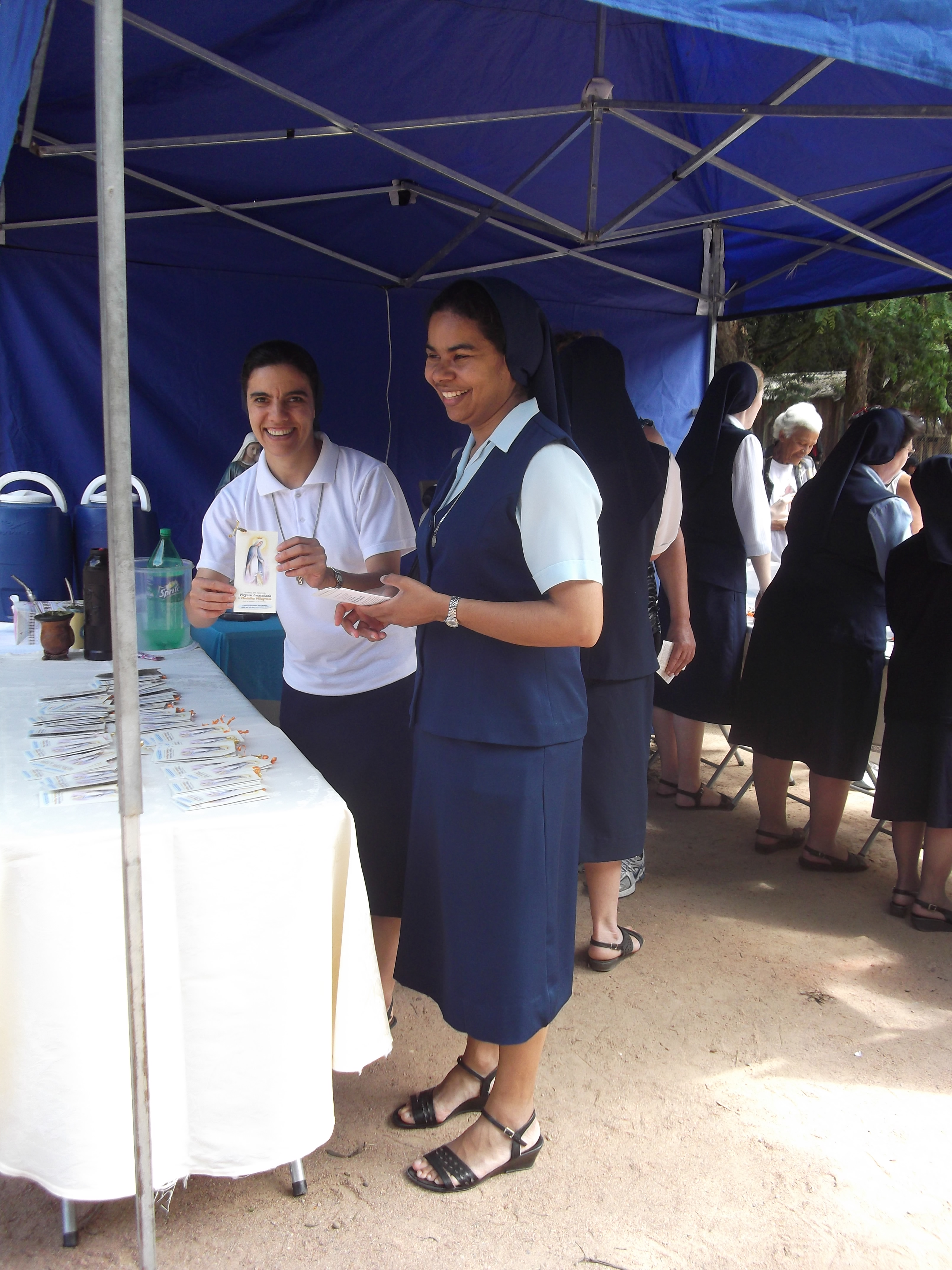
Vicentinas em Porto Alegre (2013)

Filhas da Caridade de São Vicente de Paulo, Companhia das Filhas da Caridade de São Vicente de Paulo, Servas dos pobres ou ainda Filhas da Caridade, Irmãs de São Vicente de Paulo, Irmãs da Caridade ou simplesmente Vicentinas são uma sociedade de vida apostólica comunitária fundada em 1633 por Vicente de Paulo (1581-1660) e Luísa de Marillac (1591-1660).
É a primeira congregação religiosa feminina católica a ter vida apostólica; até então existia, para as freiras, apenas a vida claustral. O carisma fundamental das Filhas da Caridade é o serviço aos pobres: nos hospitais, nas escolas, nas paróquias, nos campos de batalha, aos doentes mentais, às crianças abandonadas, às mulheres marginalizadas, às pessoas idosas, e outros. Utilizavam, antigamente, um hábito distinto, que possuía uma espécie de "chapéu" chamado de corneta que se assemelha a uma gaivota no seu bater de asas, um semelhante hábito é usado atualmente pelas Irmãs Julianas.
A Companhia está presente e atuante nos 5 Continentes, organizada em 79 Províncias e Regiões. Possui mais de 2424 casas, somando um contingente de mais de 21 000 religiosas.

## Vicentinas
- Santa Catarina Labouré
- Beata Lindalva Justo de Oliveira
- Paulina von Mallinckrodt
- Santa Joana Antida Thouret